# Аннетт (острів)
Аннетт (англ. Annette Island, тлінгіт. Taak'w Aan) — острів архіпелагу Олександра у південній частині штату Аляска. Адміністративно є частиною зони перепису Принс-оф-Вейлс — Гайдер у неорганізованому боро.

## Географія
Розташовується на південний схід від острова Гравіна і безпосередньо на південь від острова Ревільягіхедо.

### Клімат
Острів знаходиться у зоні, котра характеризується морським кліматом. Найтепліший місяць — серпень із середньою температурою 14.9 °C (58.9 °F). Найхолодніший місяць — січень, із середньою температурою 2.8 °С (37 °F).
| Клімат о. Аннетт        | Клімат о. Аннетт | Клімат о. Аннетт | Клімат о. Аннетт | Клімат о. Аннетт | Клімат о. Аннетт | Клімат о. Аннетт | Клімат о. Аннетт | Клімат о. Аннетт | Клімат о. Аннетт | Клімат о. Аннетт | Клімат о. Аннетт | Клімат о. Аннетт | Клімат о. Аннетт |
| Показник                | Січ.             | Лют.             | Бер.             | Квіт.            | Трав.            | Черв.            | Лип.             | Серп.            | Вер.             | Жовт.            | Лист.            | Груд.            | Рік              |
| Абсолютний максимум, °C | 16,1             | 18,3             | 17,8             | 27,8             | 31,1             | 33,9             | 31,7             | 32,2             | 27,8             | 21,7             | 19,4             | 16,7             | 33,9             |
| Середній максимум, °C   | 5,3              | 5,9              | 7,2              | 10,1             | 13,5             | 16,2             | 17,9             | 18,2             | 15,2             | 10,9             | 7                | 5,3              | 11,1             |
| Середня температура, °C | 2,8              | 3,2              | 4,3              | 6,8              | 10,1             | 12,8             | 14,8             | 14,9             | 12,1             | 8,2              | 4,4              | 2,8              | 8,1              |
| Середній мінімум, °C    | 0,2              | 0,4              | 1,4              | 3,5              | 6,7              | 9,6              | 11,6             | 11,7             | 9,1              | 5,5              | 1,9              | 0,4              | 5,2              |
| Абсолютний мінімум, °C  | −17,2            | −16,7            | −17,2            | −6,1             | −0,6             | 2,8              | 4,4              | 4,4              | 0,6              | −7,8             | −19,4            | −17,2            | −19,4            |
| Норма опадів, мм        | 271.8            | 185.4            | 205.7            | 172.7            | 142.2            | 124.5            | 119.4            | 177.8            | 248.9            | 353.1            | 312.4            | 271.8            | 2580.6           |
| Днів з опадами          | 22,1             | 17,6             | 21,6             | 18,8             | 15,9             | 15,4             | 14,9             | 15,8             | 18,7             | 23,6             | 23,6             | 23               | 231              |
| Днів з дощем            | 20               | 19               | 20               | 18               | 17               | 15               | 14               | 15               | 18               | 24               | 22               | 23               | 223              |
| Днів зі снігом          | 5,3              | 4,4              | 4,7              | 1,6              | 0,2              | 0                | 0                | 0                | 0                | 0,1              | 2,9              | 4,9              | 24,1             |
| Вологість повітря, %    | 80.7             | 78.7             | 75.6             | 75.8             | 74.8             | 78.6             | 82.1             | 83.1             | 86.2             | 84.2             | 81.7             | 80.2             | 80.2             |
| ----------------------- | ---------------- | ---------------- | ---------------- | ---------------- | ---------------- | ---------------- | ---------------- | ---------------- | ---------------- | ---------------- | ---------------- | ---------------- | ---------------- |
| Джерело: Weatherbase    |                  |                  |                  |                  |                  |                  |                  |                  |                  |                  |                  |                  |                  |